# Atlas (песня)
«Atlas» (в переводе с англ. — «Атлас») — песня британской группы Coldplay, выпущенная в качестве главного сингла из саундтрека к американскому научно-фантастическому приключенческому фильму «Голодные игры: И вспыхнет пламя».
Мировой релиз состоялся 6 сентября 2013 года, в Великобритании сингл вышел два дня спустя. В этот же день состоялась премьера компьютерного видео с текстом песни.

## О песне
«Atlas» — это первая песня, написанная группой для фильма. Песня попала в чарты шестнадцати стран, в трёх из них она попала в десятку лучших. На 17-й церемонии вручения премии Hollywood Film Awards «Atlas» победила в номинации «Лучшая песня». Также песня была номинирована на «Грэмми» в номинации «Лучшая песня, написанная для фильма» и на «Золотой глобус» в номинации «Лучшая песня».

## Список композиций
| №  | Название | Автор(ы)                                                | Продюсер                           | Длительность |
| -- | -------- | ------------------------------------------------------- | ---------------------------------- | ------------ |
| 1. | «Atlas»  | Гай Берримен, Джонни Баклэнд, Уилл Чемпион, Крис Мартин | Coldplay, Дэниел Грин, Рик Симпсон | 3:56         |

## Чарты
| Чарт (2013)                                  | Лучшая позиция |
| -------------------------------------------- | -------------- |
| Австралия (ARIA)                             | 30             |
| Австрия (Ö3 Austria Top 40)                  | 31             |
| Бельгия/Фландрия (Ultratop 50)               | 17             |
| Бельгия/Валлония (Ultratop 50)               | 20             |
| Канада (Billboard Canadian Hot 100)          | 33             |
| Чехия (Rádio — Top 100)                      | 80             |
| Дания (Tracklisten)                          | 20             |
| Франция (SNEP)                               | 31             |
| Германия (GfK)                               | 19             |
| Iceland (RÚV)                                | 18             |
| Ирландия (IRMA)                              | 12             |
| Italy (FIMI)                                 | 9              |
| Нидерланды (Single Top 100)                  | 3              |
| Новая Зеландия (Recorded Music NZ)           | 20             |
| Шотландия (OCC Scotland)                     | 13             |
| Slovenia (SloTop50)                          | 44             |
| Испания (PROMUSICAE)                         | 18             |
| Швейцария (Schweizer Hitparade)              | 10             |
| Великобритания (OCC UK Singles)              | 12             |
| США (Billboard Hot 100)                      | 69             |
| США (Billboard Hot Rock & Alternative Songs) | 12             |
| США (Billboard Adult Alternative Songs)      | 8              |
| США (Billboard Alternative Airplay)          | 18             |
| США (Billboard Rock & Alternative Airplay)   | 26             |

| Чарт (2013)                   | Позиция |
| ----------------------------- | ------- |
| US Hot Rock Songs (Billboard) | 83      |